# C/1963 A1 (Ikeya)
C/1963 A1 (Ikeya) ist ein Komet, der im Jahr 1963 mit dem bloßen Auge beobachtet werden konnte.

## Entdeckung und Beobachtung
Der 19-jährige Amateurastronom Kaoru Ikeya entdeckte diesen Kometen am Morgen des 3. Januar 1963 (Ortszeit) mit einem selbstgebauten 20-cm-Teleskop in Maisaka, Shizuoka. Es war seine erste Kometenentdeckung, der noch viele folgen sollten. Er schätzte die Helligkeit des Kometen auf 12 mag und konnte seine Entdeckung am folgenden Tag durch eine erneute Beobachtung bestätigen. Er informierte das Tokyo Astronomical Observatory, wo der Komet erstmals am 4. Januar bei einer Helligkeit von 10 mag fotografiert werden konnte. Zum Zeitpunkt seiner Entdeckung war der Komet noch 1,6 AE von der Sonne und 1,7 AE von der Erde entfernt.
Der Komet steigerte seine Helligkeit im Verlauf des Monats und erreichte gegen Ende Januar etwa 6 mag. Seit seiner Entdeckung war er am Himmel nach Süden gewandert und konnte daher zunächst bevorzugt von der Südhalbkugel aus beobachtet werden. Die erste Beobachtung mit bloßem Auge gelang wahrscheinlich John Caister Bennett in Südafrika am 9. Februar bei einer Helligkeit von etwa 4 mag. Am 13. Februar ging der Komet in knapp 3° Abstand am südlichen Himmelspol vorbei. Obwohl er sich noch weiter auf die Sonne zubewegte, entfernte er sich ab Mitte Februar wieder von der Erde, daher nahm seine Helligkeit nach 3 mag Mitte Februar bis zum Ende des Monats wieder auf 4 mag ab. Ein Schweif von bis zu 10° Länge konnte beobachtet werden, aber er war generell blass.

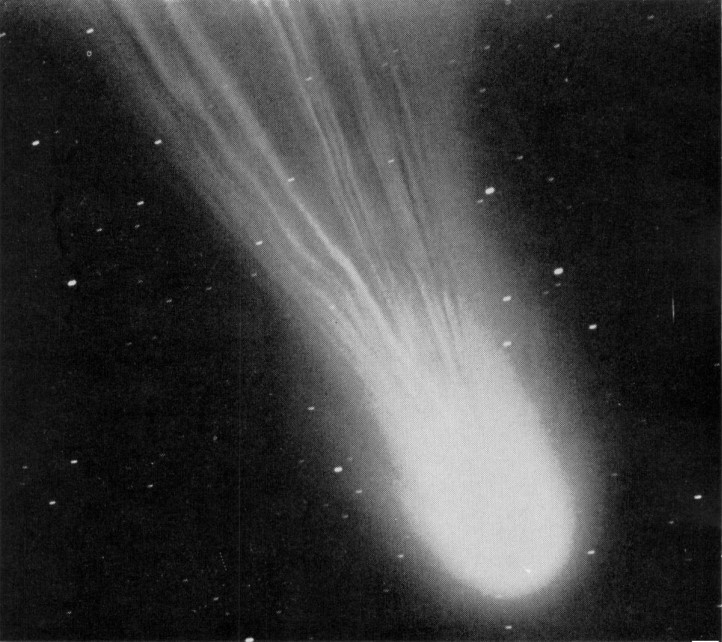
Kopf des Kometen am 20. März 1963

Im März konnte der Komet auch wieder auf der Nordhalbkugel beobachtet werden, bis er kurz vor seiner Konjunktion mit der Sonne am 25. März letztmals in der Abenddämmerung gesehen wurde. Durch seine stärkere Annäherung an die Sonne war seine Helligkeit noch einmal bis auf etwa 3 mag angestiegen und sank danach bis Ende März wieder unter 5 mag ab. Ein Schweif von bis zu 20° Länge konnte fotografisch festgehalten werden.
Mitte Mai konnte der Komet wieder in der Morgendämmerung aufgefunden werden. George Alcock aus England meldete am 19. Juni die Entdeckung eines „neuen Kometen“ mit einer Helligkeit von 9 mag, aber es handelte sich um den Kometen Ikeya. Mitte Juli lag die Helligkeit noch bei etwa 10 mag und sank dann rasch ab. Die letzte Beobachtung erfolgte am 12. Oktober durch Elizabeth Roemer an der Flagstaff Station des United States Naval Observatory in Arizona bei einer Helligkeit von 19 mag.

## Wissenschaftliche Auswertung
Am 5. und 6. März 1963 konnten Spektrogramme des Kometen am Palomar-Observatorium in Kalifornien aufgenommen werden, die die Emissionslinien von CN, C2 und C3 zeigten. Aus den Intensitäten konnte das Verhältnis der Isotopen 12C/13C bestimmt werden. Der Wert lag in einem vergleichbaren Bereich wie der Wert auf der Erde, was Rückschlüsse auf die Natur der Kometen zuließ.
In weiteren Spektrogrammen, die im März 1963 von dem Kometen gewonnen wurden, konnten Emissionslinien festgestellt werden, die zur damaligen Zeit noch nicht identifiziert werden konnten.
Brian Marsden hatte 1971 aus 76 Beobachtungen über 282 Tage Bahnelemente einer elliptischen Umlaufbahn für den Kometen bestimmt. Marsden, Zdenek Sekanina und Edgar Everhart nutzten sie später als Grundlage für die Berechnung der ursprünglichen und zukünftigen Bahn des Kometen. Sie fanden für die Große Halbachse der ursprünglichen Bahn einen Wert von etwa 87,8 AE und für die der zukünftige Bahn einen von etwa 95,3 AE.

## Umlaufbahn
Für den Kometen konnte aus 33 Beobachtungsdaten über einen Zeitraum von 278 Tagen eine elliptische Umlaufbahn bestimmt werden, die um rund 161° gegen die Ekliptik geneigt ist. Die Bahn des Kometen verläuft damit leicht schräg gestellt zu den Bahnebenen der Planeten, er durchläuft seine Bahn gegenläufig (retrograd) zu ihnen. Im sonnennächsten Punkt (Perihel), den der Komet am 21. März 1963 durchlaufen hat, war er etwa 94,6 Mio. km von der Sonne entfernt und befand sich damit knapp innerhalb des Bereichs der Umlaufbahn der Venus.
Der Komet erfuhr auf seiner Bahn nennenswerte Annäherungen an die meisten Planeten des äußeren und inneren Sonnensystems, an einige davon sogar mehrfach:
| Datum            | Planet  | Min. Abstand (in AE) |
| ---------------- | ------- | -------------------- |
| Januar 1958      | Saturn  | 7,8                  |
| 30. Januar 1963  | Venus   | 0,61                 |
| 13. Februar 1963 | Mars    | 0,59                 |
| 15. Februar 1963 | Erde    | 0,33                 |
| 4. April 1963    | Merkur  | 0,38                 |
| 10. Mai 1963     | Venus   | 0,61                 |
| 8. Juni 1963     | Jupiter | 3,8                  |
| 21. März 1964    | Saturn  | 6,4                  |
| November 1979    | Neptun  | 8,8                  |

Die Annäherung an die Erde entspricht einer Entfernung von etwa 48,9 Mio. km.
Durch die wenigen Beobachtungsdaten weisen die Bahnelemente, wie sie in der JPL Small-Body Database angegeben sind, relativ große Unsicherheiten auf. Nach diesen Angaben und ohne Berücksichtigung nicht-gravitativer Kräfte auf den Kometen hatte die Bahn des Kometen lange vor seiner Passage des inneren Sonnensystems noch eine Exzentrizität von etwa 0,99276 und eine Große Halbachse von etwa 87,8 AE, so dass seine Umlaufzeit bei 822 Jahren lag. Somit könnte der vorangegangene Periheldurchgang Anfang des Jahres 1141 (Unsicherheit ±1 a) erfolgt sein. Alexandre Guy Pingré erwähnte in seiner Cométographie einen Kometen für das Jahr 1141 ohne weitere Angaben.
Durch die Anziehungskraft der Planeten, insbesondere bei den Annäherungen an die großen Planeten, wurde seine Bahnexzentrizität auf etwa 0,99339 und seine Große Halbachse auf etwa 95,3 AE vergrößert, so dass sich seine Umlaufzeit auf etwa 930 Jahre erhöht. Wenn der Komet um das Jahr 2428 den sonnenfernsten Punkt (Aphel) seiner Bahn erreicht, wird er etwa 28,4 Mrd. km von der Sonne entfernt sein, 190-mal so weit wie die Erde und über 6-mal so weit wie Neptun. Seine Bahngeschwindigkeit im Aphel beträgt nur etwa 0,18 km/s. Der nächste Periheldurchgang des Kometen wird möglicherweise in der ersten Hälfte des Jahres 2893 (Unsicherheit ±1,2 a) stattfinden.

## Meteorstrom
Mit einer Modellierung wurde versucht, mögliche Meteorströme vorherzusagen, die vom Kometen C/1963 A1 (Ikeya) verursacht werden. Es wurde anschließend die Liste der bekannten Meteorströme mit Ergebnissen der Modellierung verglichen. Dabei konnten die zwei Meteorströme der π-Hydriden und δ-Corviden mit hoher Wahrscheinlichkeit dem Kometen Ikeya zugeordnet werden. Die November α-Sextantiden gehören vielleicht auch dazu. Ein weiterer modellierter Meteorstrom wurde auch in der Realität nachgewiesen, ist aber bisher nicht gelistet und wurde ϑ-Leoniden genannt.